# Delight (miwaのアルバム)
『Delight』（ディライト）は、miwaの3枚目のオリジナルアルバム。2013年5月22日にSony Recordsから発売された。

## 概要
前作『guitarium』から約1年2ヶ月ぶりのアルバムで、「ヒカリヘ」から「ミラクル」までのシングル曲を含む全11曲を収録している。
初回生産限定盤にはDVDに2012年12月22日に行われたZepp Tokyoライブのダイジェスト、2013年3月30日に行われた下北沢ロフトライブのダイジェスト、「スマイル」ビデオクリップを収録。三方背ボックス仕様で、豪華ブックレット付き。また、ツアーチケット抽選先行予約シリアルナンバー入りチラシを封入。
オリコンチャートでは、1stアルバム『guitarissimo』以来2作目のオリコンチャート1位を記録した。なお、ビルボードの週間アルバムチャートでは『guitarissimo』から3作連続で初登場1位を獲得している。
発売月に日本レコード協会からゴールドディスク認定を受けたのはシングル・アルバムを通じて本作が初となり、アルバムとしては自身最大のセールスを記録。オリコン集計における累計売上は初めて10万枚を突破した。
第6回CDショップ大賞で入賞した。ジャケットは、「ミュージック・ジャケット大賞2014」の大賞を受賞した。

## 収録曲
CD
| 全作詞: miwa。 |                                                         |           |               |          |      |
| #              | タイトル                                                | 作詞      | 作曲          | 編曲     | 時間 |
| 1.             | 「Delight」                                             | miwa      | miwa・Naoki-T | Naoki-T  | 5:24 |
| 2.             | 「ヒカリへ」(Strings: 弦一徹)                           | miwa      | miwa          | Naoki-T  | 4:52 |
| 3.             | 「321」                                                 | miwa      | miwa          | Naoki-T  | 4:13 |
| 4.             | 「サヨナラ」                                            | miwa      | miwa・Naoki-T | Naoki-T  | 4:39 |
| 5.             | 「Sparrow」                                             | miwa      | miwa・Naoki-T | Naoki-T  | 5:03 |
| 6.             | 「ホイッスル〜君と過ごした日々〜」(Strings: 金原千恵子) | miwa      | miwa          | Quatre-M | 4:57 |
| 7.             | 「ミラクル」(Strings: 真部裕)                           | miwa      | miwa・Naoki-T | Naoki-T  | 4:40 |
| 8.             | 「My Best Friend」                                      | miwa      | miwa          | Naoki-T  | 2:12 |
| 9.             | 「LOUD!〜憂鬱をぶっとばせ〜」                           | miwa      | miwa・Naoki-T | Naoki-T  | 4:57 |
| 10.            | 「Napa」                                                | miwa      | miwa          | 根岸孝旨 | 5:09 |
| 11.            | 「ぬくもり」(Strings: 弦一徹)                           | miwa      | miwa          | Quatre-M | 4:40 |
| 合計時間:      | 合計時間:                                               | 合計時間: | 合計時間:     | 50:46    |      |

DVD
| #  | タイトル | 作詞 | 作曲・編曲 |
| -- | --- | ---- | ---------- |
| 1. | 「selection from miwa -39 live tour- "miwanissimo 2012"at Zepp Tokyo(2012.12.22)」(1. ヒカリヘ / 2. take＠chance / 3. Napa / 4. めぐろ川 / 5. オトシモノ / 6. いくつになっても / 7. メリーゴーランド / 8. 春になったら) |      |            |
| 2. | 「スマイル」(ビデオクリップ) |      |            |
| 3. | 「selection from miwa special live at 下北沢ロフト(2013.3.30)」(1. Wake Up, Break Out! / 2. オトシモノ / 3. ヒカリヘ / 4. true colors)                                                                                  |      |            |

### 楽曲解説
1. Delight
フジテレビ系テレビドラマ『リッチマン、プアウーマン in ニューヨーク』挿入歌。歌詞には、2010年代の新しい音楽を切り開いていきたいという決意が込められている[3]。
2. ヒカリヘ
9thシングル。
3. 321
4. サヨナラ
5. Sparrow
この楽曲で初めてギターソロ[4]を弾いている。
6. ホイッスル〜君と過ごした日々〜
10thシングル。
7. ミラクル
11thシングル。
8. My Best Friend
デビュー前の2009年4月に、親友に贈った曲[5]。miwaが18歳の時に作曲した。歌とアコースティックギターは当時の音源を使っている[6]。
9. LOUD!〜憂鬱をぶっとばせ〜
ハードロックのテクニックであるライトハンド奏法が取り入れられている。
miwaはレコーディング時に演奏していないが、プロデューサーのNAOKI-Tから「これ、ライブ本番ではmiwaちゃんが弾くんだよね？　そうじゃないとダサくなるから絶対弾いてよ。」と言われ、ツアーまで毎日練習していたという。[7]
10. Napa
9thシングルのカップリング曲。
11. ぬくもり（4:40）
miwaが自分の母親に向けて作った曲。[8]

DVD
初回生産限定盤
1. selection from miwa -39 live tour- "miwanissimo 2012"at Zepp Tokyo(2012.12.22)
1. ヒカリヘ
2. take＠chance
3. Napa
4. めぐろ川
5. オトシモノ
6. いくつになっても
7. メリーゴーランド
8. 春になったら
2. 『スマイル』ビデオクリップ
1. スマイル
3. selection from miwa special live at 下北沢ロフト(2013.3.30)
1. Wake Up, Break Out!
2. オトシモノ
3. ヒカリヘ
4. true colors

## 演奏
- miwa
  - Vocal
  - Chorus (#1-5.7.8.9.10)
  - Acoustic Guitar (#3.6.7.8.10.11)
  - Electric Guitar (#5.9)

- Naoki-T
  - Programming (#1-5.7.9)
  - All Instruments (#1.4)
  - Other Instruments (#2.3.5.7.8.9)
  - Electric Guitar (#2.3.5.9)
  - Bass (#3.8.9)
  - Acoustic Guitar (#7)
  - Piano, Banjo, Ukulele (#8)

- 弦一徹ストリングス：Strings (#2.11)
- 松ヶ下宏之：Piano (#6.11)
- 斎藤誠：Electric Guitar (#6)
- 山口寛雄：Bass (#6)
- 河村智康：Drums (#6)
- 金原千恵子ストリングス：Strings (#6)
- 種子田健：Bass (#7)
- 三沢またろう：Percussion (#7)
- 真部裕ストリングス：Strings (#7)
- 根岸孝旨
  - Bass  (#10.11)
  - Percussion (#10)
- 小倉博和：Electric Guitar (#10)
- 本間昭光：Keyboards (#10)
- 横山博章：Synthesizer (#10)
- 飯田高広：Programming (#10)
- 鈴木英俊：Electric Guitar (#11)
- 玉田豊夢：Drums (#11)
- Quatre-M：Other Instruments (#11)